# Vụ trật đường ray Pukhrayan
Vụ trật đường ray tàu Pukhrayan diễn ra vào ngày 20 tháng 11 năm 2016, khi chuyến tàu Indore - Rajendra Nagar Expres 19321 của Đường sắt Ấn Độ, một đoàn tàu chở khách theo lịch trình từ Indore đến Patna, trật đường rầy gần Pukhrayan, Kanpur, Ấn Độ, kết quả là hơn 120 người chết và ít nhất 260 bị thương.

## Diễn biến
Indore - Rajendra Nagar Express chạy mỗi tuần hai chuyến giữa ga Indore Junction và ga cuối Rajendra Nagar ở Patna. Vào khoảng 3:00 giờ địa phương ngày 20 tháng 11, đoàn tàu bị trật bánh ở thị trấn Pukhrayan gần thành phố Kanpur. Mười bốn toa xe bị trật bánh và ít nhất 120 người đã thiệt mạng và hơn 260 người bị thương, với số người chết sẽ tăng lên. Mặc dù nguyên nhân của trật bánh vẫn chưa rõ ràng, các nguồn tin trong ngành đường sắt nghi ngờ tai nạn đã bị gây ra bởi gãy đường ray.
Theo các quan chức, hầu hết các thương vong lên từ hai toa bị hư hỏng nghiêm trọng cụ thể là các toa giường năm S1 và S2 và máy móc hạng nặng đã được sử dụng để giải cứu hành khách bị mắc kẹt trong tàu.

## Hậu quả
Các hoạt động cứu hộ và cứu trợ đã được thực hiện bởi quân đội Ấn Độ, đội ứng phó thiên tai quốc gia, các đội bác sĩ và cảnh sát địa phương. Các đơn vị y tế di động đường sắt cũng có mặt ở hiện trường. Số đường dây trợ giúp cho những người bị ảnh hưởng bởi các trật bánh đã được ban hành bởi Công ty đường sắt Ấn Độ.
Thủ tướng Ấn Độ Narendra Modi nói rằng ông "Không từ ngữ nào có thể diễn tả sự mất mát của mạng người do tai nạn trật đường sắt Indore-Patna Express" và nói thêm rằng ông "chia buồn với các gia đình tang quyến", trong một tweet. Bộ trưởng Bộ Đường sắt Suresh Prabhu đã tweet, "hành động chặt chẽ có thể xử lý những người có thể chịu trách nhiệm về tai nạn".